# جائزة بلومنتال
جائزة بلومنتال هي جائزة أسستها الجمعية الرياضياتية الأمريكية عام 1993 كذكرى لليوناردو إم و إليانور بي بلومنتال. تقدم الجائزة كل أربع سنوات لفرد معتبر لمساهمته الكبيرة في البحث في مجال الرياضيات البحثة.

## الفائزون السابقون
- 1993 - زيهونغ كسيا
- 1997 - لويك ميريل
- 2001 - ستيفن جي بيجيلو وإيلون ليندنشتراوس
- 2005 - مانجول بارجافا
- 2009 - مريم ميرزاخاني

## روابط خارجية
- Blumenthal Award at AMS website